# کتابخانه دانشگاه آزاد برلین
کتابخانه واژه‌شناسی دانشگاه آزاد برلین توسط نورمن فاستر طراحی شده‌است. فضای مورد نیاز برای کتابخانه با حذف چندین ساختمان قدیمی و اتصال شش حیاط مرکزی به یکدیگر ایجاد شده‌است. فرم بنا که کروی شکل و شبیه به مغز انسان می‌باشد از دو سو به ساختمان‌های موجود متصل بوده و در حقیقت حاصل از پوسته‌ای است دولایه از جنس شیشه و فولاد که بر روی ساختمان پنج طبقه بتنی کشیده شده‌است. این پوسته با ساختاری مشبک به واسطه ارتفاع بلندش از خارج از دانشگاه می‌درخشد.

## تاریخچه
دانشگاه آزاد برلین به عنوان مهم‌ترین انستیتو علمی شهر، سمبل و محور گرایش‌های فکری نسل معاصر محسوب می‌شود و نقشی اساسی در شکل‌گیری و حیات طبقه روشنفکر برلین، پس از جنگ جهانی تاکنون داشته‌است.
خلاقیت در معماری نورمن فاستر، در فرم یا عملکرد محدود نمی‌شود بلکه تمامی ابعاد کالبدی و غیر کالبدی ساختمان، از طراحی فرم گرفته تا تأثیرات فرهنگی، روانشناختی و محیط زیست، همگی از هوش و هنر این معمار باتجربه بهره می‌برند.

## خصوصیات
پوسته بنا علاوه بر کنترل تابش آفتاب و تأمین نور مورد نیاز، گردش هوا و تهویه طبیعی بنا را نیز موجب می‌شود که بدین ترتیب در بیش از ۶۰ درصد ایام سال نیازی به استفاده از تأسیسات مکانیکی وجود نخواهد داشت. همچنین برق مورد نیاز برای روشنایی فضاهای داخلی از طریق پانل‌های خورشیدی تأمین شده و در طول روزهای بارانی نیز پوسته بنا قادر به تشدید نور موجود و تأمین نوری یکدست و کافی برای فضاهای مطالعه می‌باشد. به این ترتیب تنها برای جایگاه قفسه‌های کتاب در مرکز پلان استفاده از نور مصنوعی ضرورت پیدا می‌کند. چنین رویکردهایی در طراحی بنا موجب گردید تا این بنا در فهرست پایدارترین بناهای عمومی از لحاظ کنترل مصرف انرژی قرار گیرد.
در این بنا جز برای جداسازی فضاهای بهداشتی و پلکان‌ها که در دو هسته مرکزی سازه، در مرکز پلان قرار گرفته‌اند هیچ دیواری به چشم نمی‌خورد. سقف، جداره‌های آتریوم، ستون‌ها و قفسه‌ها تمامی به رنگ سفید بوده و آنچه بیش از هر چیز در فضاهای داخلی جلب توجه می‌کند تضاد موجود در ورودی بناست که در دو سمت پلان قرار گرفته و با رنگ نارنجی شاخص شده‌اند.
متراژ این کتابخانه در حدود ۲۰ هزار متر مربع است و در آن ۷۰۰ هزار جلد کتاب و ۸۰۰ عنوان مجله و نشریه ادواری نگاهداری می‌شود.